# Operatie Disclaim
Operatie Disclaim was de codenaam voor een Britse-Joegoslavische militaire operatie tijdens de Tweede Wereldoorlog.

## Geschiedenis
Op 5 februari 1942 werden Britse militairen nabij Sarajevo gedropt om de Joegoslavische partizanen van Tito te steunen. De Britten namen onder meer de broodnodige wapens en munitie mee om de strijd tegen de Duitsers te kunnen voortzetten. 